# Грам, Ганс Кристиан
Ганс Кристиан Йоахим Грам (дат. Hans Christian Joachim Gram; 13 сентября 1853 — 14 ноября 1938) — датский бактериолог, известен разработкой метода окраски бактерий.

## Биография
Родился в семье Фредерика Теркеля Юлиуса Грама, профессора юриспруденции и Луизы Кристины Рулунд.
Грам изучал ботанику в Университете Копенгагена и был ассистентом ботаники у зоолога Япетуса Стенструпа. Работа с растениями позволила ему узнать основы фармакологии и научиться пользоваться микроскопом.
Он поступил в медицинскую школу в 1878 году и окончил её в 1883. Между 1878 и 1885 годами Грам путешествовал по Европе. В Берлине, в 1884, он разработал метод окраски бактерий чтобы их можно было сделать ясно различимыми в образцах тканей животных; однако оказалось, что не все бактерии одинаково хорошо окрашиваются этим методом (как стало впоследствии известно, из-за различия в строении клеточной мембраны), что привело Эмиля Ру в 1886 к разделению бактерий на два основных класса: грамположительные и грамотрицательные . Эта техника — Метод окраски Грама — продолжает оставаться стандартной процедурой в медицинской микробиологии.
В 1891 году Грам начал читать лекции по фармакологии и позже, в том же году, был назначен профессором в Университете Копенгагена. В 1900 он стал профессором медицины.

## Метод Грама
Работой, которая принесла ему мировую известность, стала разработка метода окраски бактерий. Метод впоследствии играл главную роль в классификации бактерий. Грам был скромным человеком и в своей первой публикации отметил: «И таким образом я публикую метод, несмотря на то, что знаю, что сейчас он имеет недостатки и несовершенен; но я также надеюсь, что в руках других исследователей он превратится во что-то полезное».

## Другие работы
Его первоначальная работа была связана с исследованием красных кровяных телец человека. Он был среди первых, кто понял, что макроциты были признаком злокачественной анемии.
После назначения профессором медицины в 1900 году он опубликовал четыре тома клинических лекций, которые стали широко использоваться в Дании. Грам покинул должность в 1923 году.